# Takeda Nobuyoshi
Takeda Nobuyoshi (武田 信吉?; 18 ottobre 1583 – 15 ottobre 1603) è stato un daimyō giapponese all'inizio del periodo Edo.
Nato come Tokugawa Fukumatsumaru, fu uno dei figli di Tokugawa Ieyasu. Si crede che sua madre fosse Otoma, figlia del servitore Takeda Akiyama Torayasu. Ieyasu ebbe pietà del clan Takeda distrutto nel 1582, e cambiò il nome del figlio prima in Takeda Manchiyomaru e poi in Takeda Shichirō Nobuyoshi. Affidò il figlio alla protezione degli Anayama della provincia di Kai.
Dopo che Ieyasu si mosse sulla regione del Kantō, a Nobuyoshi fu garantito un feudo da 30.000 koku con al centro il castello di Kogane, nella provincia di Shimōsa. Da Kogane fu spostato al castello di Sakura, un feudo da 100.000 koku. Nel 1600, per il suo servizio come rusui-yaku per la cinta muraria ovest del castello di Edo, Ieyasu (sulla scia della vittoria a Sekigahara) diede a suo figlio il dominio di Mito che valeva 250.000 koku.
Tuttavia, poiché Nobuyoshi era stato malato sin dalla nascita, morì alla giovane età di 19 anni. Con la morte di Nobuyoshi, i Takeda di Kai ebbero una seconda fine.